# Torbay
Torbay este o Autoritate Unitară în regiunea South West England. Este o stațiune turistică pe coasta de sud a Marii Britanii, aflată în jurul unui golf. 

## Orașe în cadrul districtului
- Brixham;
- Paignton;
- Torquay;

1. ↑   https://ons.maps.arcgis.com/home/item.html?id=a79de233ad254a6d9f76298e666abb2b Lipsește sau este vid: |title= (ajutor)